# نادي شيبينيك لكرة السلة للسيدات
نادي شيبينيك لكرة السلة للسيدات (بالكرواتية: ŽKK Šibenik) هو فريق كرة سلة كرواتي للسيدات تأسس في سنة 1971 يقع مقره في شيبينيك. يلعب في الدوري الكرواتي لكرة السلة للسيدات.

## الإنجازات
- الدوري اليوغوسلافي لكرة السلة للسيدات
  - الفوز (1): 1991
  - الوصافة (3): 1988، 1989، 1990
- الدوري الكرواتي لكرة السلة للسيدات:
  - الفوز (3): 1997، 2003، 2008
  - الوصافة (8): 1998، 2004، 2005، 2006، 2009، 2010، 2011، 2012
- كأس يوغوسلافيا لكرة السلة للسيدات:
  - الفوز (2): 1987، 1990
- كأس السوبر الكرواتية لكرة السلة للسيدات:
  - الفوز (1): 2007

## وصلات خارجية
- الموقع الرسمي